# Moreno chacabuco
Moreno chacabuco is een spinnensoort in de taxonomische indeling van de Prodidomidae.
Het dier behoort tot het geslacht Moreno. De wetenschappelijke naam van de soort werd voor het eerst geldig gepubliceerd in 2005 door Norman I. Platnick, Mohammad U. Shadab & Sorkin.